# Социальный либерализм
Социа́льный либерали́зм (социа́л-либерали́зм) — политическая философия и идеология, разновидность либерализма, выступающая (в отличие от классического либерализма) за государственное вмешательство в экономические процессы и регулирование экономики.
Леволибера́лы (ле́вые либера́лы) в политическом спектре обычно находятся правее социал-демократии.

## Идеология
В отличие от классического либерализма, рассматривавшего рынок как саморегулирующуюся категорию и негативно относившегося к возможности регулирования экономических и социальных отношений, социальные либералы полагают, что для осуществления на практике главного принципа либерализма — обеспечения права индивида на самоопределение и самореализацию — не всегда достаточно только его собственных усилий. Выравнивание стартовых возможностей невозможно без участия государства, и именно государство должно обеспечивать перераспределение части общественного продукта в пользу социально слабых членов общества, оказывая им поддержку и тем самым способствуя гармонизации общественных отношений и укреплению социальной и политической стабильности и справедливости. Однако в отличие от различных разновидностей социалистической идеологии, социальные либералы привержены умеренному капиталистическому типу экономики, смешанной и социально-ориентированной рыночной экономике.
По мнению социальных либералов, государство обязано и должно вмешиваться в экономические процессы с целью борьбы с монополизмом и поддержания конкурентной рыночной среды. Общество должно иметь законные основания в случае, если доход не соответствует вкладу человека в общее благо, изъять часть этого дохода через налоги и перераспределить его на социальные нужды. Улучшение условий жизни беднейших слоёв общества будет способствовать росту внутреннего рынка и экономическому росту.
Применение этих подходов, по мнению социальных либералов, должно смягчить конфликты в обществе и постепенно превратить «капитализм эпохи свободной конкуренции» в социальный капитализм, общество с «социальной экономикой», основанной на частной собственности и регулируемых рыночных отношениях.
В отличие от неолиберализма, социальный либерализм предоставляет государственные социальные гарантии и защиту бедным слоям общества.

## История
Социальный либерализм возник в конце XIX века во многих развитых странах под влиянием утилитаризма. Некоторые либералы восприняли, частично или полностью, марксизм и социалистическую теорию эксплуатации и пришли к заключению, что государство должно использовать свою власть для восстановления социальной справедливости. Такие мыслители, как Джон Дьюи или Мортимер Адлер объясняли, что все индивидуумы, будучи основой общества, для реализации своих способностей должны иметь доступ к базовым нуждам, таким как образование, экономические возможности, защита от пагубных масштабных событий вне пределов их контроля. Такие позитивные права, которые предоставляются обществом, качественно отличаются от классических негативных прав, обеспечение которых требует от других невмешательства. Сторонники социального либерализма утверждают, что без гарантии позитивных прав невозможна справедливая реализация негативных прав, поскольку на практике малообеспеченное население жертвует своими правами ради выживания, а суды чаще склоняются в пользу богатых. Социальный либерализм поддерживает введение некоторых ограничений на экономическую конкуренцию. Он также ожидает от правительства предоставления социальной защиты населению (за счёт налогов), чтобы создать условия для развития всем талантливым людям, для предотвращения социальных бунтов и просто «для общего блага».
Между экономическим и социальным либерализмом существует фундаментальное противоречие. Экономические либералы считают, что позитивные права неизбежно нарушают негативные и потому недопустимы. Они видят функцию государства ограниченной, главным образом, вопросами обеспечения законности, безопасности и обороны. С их точки зрения, эти функции и так требуют наличия сильной централизованной государственной власти. Напротив, социальные либералы считают, что главная задача государства состоит в социальной защите и обеспечении социальной стабильности: предоставлении питания и жилища нуждающимся, здравоохранении, школьном образовании, пенсионном обеспечении, уходе за детьми, инвалидами и престарелыми, помощи жертвам стихийных бедствий и чрезвычайных ситуаций, защите меньшинств, предотвращении преступности, поддержки науки и искусства. Такой подход делает невозможным введение масштабных ограничений на правительство. Несмотря на единство конечной цели — личной свободы — экономический и социальный либерализм кардинально расходятся в средствах для её достижения. Правые и консервативные движения часто склоняются в пользу экономического либерализма, выступая против культурного либерализма. Левые движения, как правило, делают акцент на культурном и социальном либерализме.
Некоторые исследователи указывают, что противопоставление «позитивных» и «негативных» прав на деле является мнимым, так как для обеспечения «негативных» прав на деле также требуются общественные затраты (например, содержание судов для охраны собственности).

#### Экономический либерализм против социального либерализма
Индустриальная революция значительно приумножила благосостояние развитых стран, однако усугубила социальные проблемы. Прогресс в медицине привёл к увеличению продолжительности жизни населения, результатом чего стал избыток рабочей силы и падение зарплат. После того как в XIX веке рабочие во многих странах получили избирательное право, они стали им пользоваться в своих интересах. Резкий рост грамотности населения привёл ко всплеску активности общества. Социальные либералы требовали законодательных мер против эксплуатации детей, безопасных условий труда, минимальной заработной платы.
Классические либералы рассматривают такие законы как несправедливый налог на жизнь, свободу и собственность, который сдерживает экономическое развитие. Они полагают, что социальные проблемы общество может решить само по себе, без государственного регулирования. С другой стороны, социальные либералы отдают предпочтение достаточно большому правительству, чтобы оно могло обеспечить равенство возможностей, защитить граждан от последствий экономических кризисов, чрезвычайных ситуаций и стихийных бедствий.

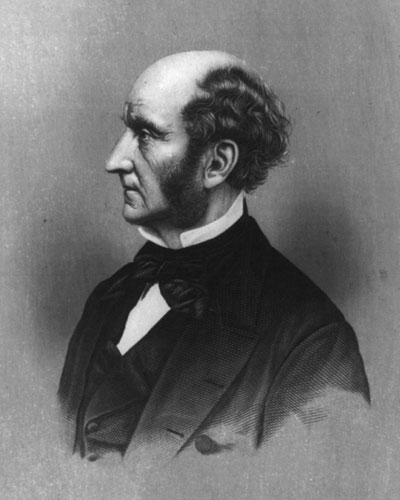
Джон Стюарт Милль

Вильгельм фон Гумбольдт в работе «Идеи к опыту определения границ деятельности государства» обосновывал ценность свободы важностью индивидуального саморазвития с целью достижения совершенства. Джон Стюарт Милль развил идеи этой либеральной этики в своём труде «О свободе» (1859 год). Он придерживался утилитаризма, делая акцент на прагматичном подходе, практическом стремлении к общему благу и повышению уровня и качества жизни. Хотя Милль оставался в рамках классического либерализма, права личности в его философии отступили на второй план.
К концу XIX века большинство либералов пришло к выводу, что свобода требует создания условий для реализации своих способностей, включая образование и защиту от чрезмерной эксплуатации. Эти выводы изложил Леонард Трелони Хобхаус в «Либерализме», в котором он сформулировал коллективное право на равенство в сделках («справедливое согласие») и признал обоснованность разумного вмешательства государства в экономику. Параллельно часть классических либералов, в частности, Густав де Молинари, Герберт Спенсер и Оберон Герберт, стала придерживаться более радикальных воззрений, близких к анархизму.

## В России

#### В начале XX века
Социальный либерализм был основной идеологией Конституционно-демократической партии (Партии народной свободы), программа которой на 1913 год выглядела так:
- равенство всех российских граждан без различия пола, религии и национальности;
- свобода совести, слова, печати, собраний, союзов;
- неприкосновенность личности и жилищ;
- свобода культурного самоопределения национальностей;
- конституция с ответственным перед народными представителями министерством (парламентская система);
- всеобщее избирательное право по семичленной формуле;
- местное самоуправление на основе всеобщего избирательного права, распространяющееся на всю область местного самоуправления;
- независимый суд;
- реформа податей для облегчения беднейших классов населения;
- бесплатная передача крестьянам земель государственных, удельных, кабинетских и монастырских;
- принудительный выкуп в их пользу части земель частновладельческих «по справедливой оценке»;
- право стачек;
- законодательная охрана труда;
- 8-часовой рабочий день, «где его введение возможно»;
- всеобщее бесплатное и обязательное начальное образование;
- культурное самоопределение всех наций и народностей (религия, язык, традиции);
- полная автономия Финляндии и Польши.

#### Современная Россия
В современной России социально-либеральная идея представлена в основном[что?] партией Яблоко.

## За рубежом[где?]
В современной Европе социально-либеральные партии обычно не получают достаточно голосов, чтобы возглавить правительство или стать ведущей оппозиционной партией, однако иногда входят в правящие коалиции.
В Северной Америке социально-либеральных идей придерживается Либеральная партия Канады, неоднократно приходившая к власти с середины 19 века.